# H級駆逐艦 (2代)
H級駆逐艦（英語: H-class destroyer）は、イギリス海軍の駆逐艦の艦級。G級の小改正型として、1934-5年度計画で9隻が建造された。またブラジル海軍もこれに準じた設計で6隻を発注していたが、第二次世界大戦の勃発に伴ってこれらもイギリス海軍に編入された。「ヒーロー」をネームシップとして、ヒーロー級（Hero-class）と称することもある。
ブラジル海軍向けに建造されていた6隻は、イギリス海軍向けに建造されていた9隻と区別するために、「ハヴァント」をネームシップとしてハヴァント級（Havant-class）と呼ぶこともある。

## 来歴
イギリス海軍は1924-5年度より駆逐艦の建造を再開し、まず第一次世界大戦の戦訓や新しい技術を盛り込んだプロトタイプとして「アマゾン」と「アンバスケイド」を建造したのち、1927-8年度で量産型としてA級、続く1928-9年度で小改正型のB級が建造された。また1929-30年度では大型化して燃料の搭載量増加を図ったC級、1930-1年度では対潜戦能力を強化したD級が建造された。
C・D級は好評であり、1931-2年度では艦砲を改良したE級、1932-3年度では水雷兵器を更新したF級と、順次に拡大強化を重ねていった。しかしロンドン海軍軍縮条約の制約から駆逐艦の艦型抑制が求められ、1933-4年度の建造艦は、機関部の設計変更によって艦型の圧縮を図ったG級に移行した。続く1934-5年度も、G級をもとにした小改正型となった。これが本級である。

## 設計
船首楼型、2本煙突という基本構成はC～G級と同様である。外観上はG級と大差ないが、嚮導艦「ハーディー」では三脚式の前後檣を採用した。また「へレワード」では、下記の新型連装砲塔が操舵手の視界を妨げることから、やはりトライバル級用に設計されていた新型艦橋が導入された。艦橋の前部に位置する操舵所は位置を上げるとともに装甲化され、傾斜した天蓋は艦橋に船首楼の印象を与え、それまで艦橋の特徴であったくさび型に終わりを遂げた。また新型砲塔を搭載していないにもかかわらず、「ヒーロー」でも同じ設計が採用された。
機関構成は、原則的にはG級の方式がおおむね踏襲された。ボイラーはアドミラルティ式3胴型水管ボイラー（圧力300 lbf/in2 (21 kgf/cm2)、温度326.7℃）を基本としたが、「ハイペリオン」は、大きな輻射伝熱面積をもつジョンソン式水管ボイラーを搭載した。
タービンはパーソンズ式オール・ギヤード・タービンを搭載した。また艦型圧縮の要請から、巡航タービンを省いて機関部の短縮を図ったのはG級と同様である。ただし本級では、排水量が計画値を超過し、公試速力が36ノットに達しないた艦が多かった。

## 装備
艦砲は、45口径12cm砲（QF 4.7インチ砲Mk.IX）4門を仰角40度の両用砲として搭載した点ではG級と同様だが、本級では、砲架は改良型のCP Mk.XVIIIに更新された。ただしこのためにトップヘビーの問題が生じた。また従来の艦級と同様、嚮導艦「ハーディー」では5門の搭載となったほか、「へレワード」では、トライバル級への搭載を予定して開発されていた連装砲架が試験搭載されたが、1937年に他艦と同様の装備に換装された。なお対空兵器はG級と同じく、4連装12.7mm機銃を採用した。
水雷兵器はF・G級と同様で、4連装21インチ魚雷発射管2基とMk.IX魚雷の組み合わせを基本とした。また対潜戦用として124型ソナー（ASDIC）と対潜爆雷投射機、対機雷戦用として2速駆逐艦掃海具（TSDS）も併載された。

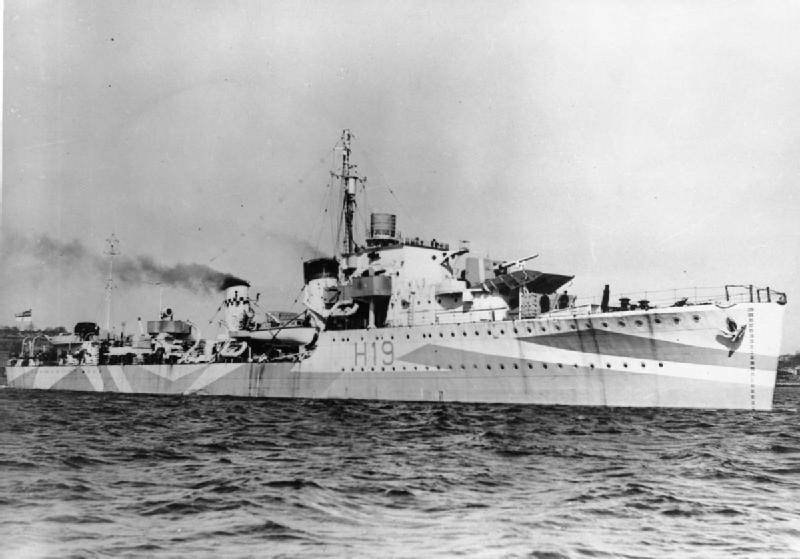
護衛駆逐艦に改装された「ハーヴェスター」(1942年撮影)
1番砲塔がヘッジホッグ対潜迫撃砲に換装されている。

その後、第二次世界大戦が勃発すると、一部は護衛駆逐艦としての改装を受け、4.7インチ砲1門ないし2門および後部魚雷発射管の撤去をバーターとして、20mm機銃の増設による防空火力の強化やヘッジホッグ対潜迫撃砲の搭載、爆雷搭載数の増加がなされた。

## 同型艦
I級は、通常型8隻と嚮導艦1隻の、合計9隻が建造されている。
第二次世界大戦においては、「ホットスパー」と、カナダ海軍に譲渡され「ショーディエール」に改名された「ヒーロー」の2隻を除く7隻が戦没した。
生き残りのうち、「ショーディエール」も戦後間もなく解体された。「ホットスパー」のみがドミニカ共和国海軍に譲渡され、1972年まで運用された。
| #   | 艦名                           | 造船所                                        | 進水           | 就役            | その後 |
| --- | ------------------------------ | --------------------------------------------- | -------------- | --------------- | --- |
| H87 | ハーディ HMS Hardy ※嚮導艦仕様 | キャメル・レアード社 バーケンヘッド造船所     | 1936年 4月7日  | 1936年 12月11日 | 1940年4月10日の第1次ナルヴィク海戦で戦没 |
| H24 | ヘイスティ HMS Hasty           | ウィリアム・デニー社造船所                    | 1936年 5月5日  | 1936年 11月11日 | 1942年6月14日にデルナ沖でドイツ海軍魚雷艇（Sボート）S-55の雷撃で大破。 翌15日に味方駆逐艦「ホットスパー」の魚雷攻撃により撃沈処分。                                     |
| H43 | ハヴォック HMS Havock          | ウィリアム・デニー社造船所                    | 1936年 7月7日  | 1937年 1月16日  | チュニジアのケリビア沖で座礁、1942年4月6日に放棄 |
| H93 | ヘレワード HMS Hereward        | ヴィッカース・アームストロング社 タイン造船所 | 1936年 3月10日 | 1936年 12月9日  | 1941年5月29日にクレタ島近くのプラカ沖でドイツ空軍急降下爆撃機（Ju87）の爆撃で沈没                                                                                       |
| H99 | ヒーロー HMS Hero              | ヴィッカース・アームストロング社 タイン造船所 | 1936年 3月10日 | 1936年 10月23日 | 1943年11月15日、カナダ海軍へ譲渡され「ショーディエール」（HMCS Chaudiere）として再就役。 1945年8月17日に退役。1946年3月19日より解体。                                   |
| H55 | ホスタイル HMS Hostile         | スコッツ社 グロスター造船所                   | 1936年 1月24日 | 1936年 9月10日  | ボン岬半島沖にて機雷に触雷、1940年8月23日に味方駆逐艦ヒーローの魚雷攻撃で撃沈処分。                                                                                     |
| H01 | ホットスパー HMS Hotspur       | スコッツ社 グロスター造船所                   | 1936年 3月23日 | 1936年 12月29日 | 1948年11月23日にドミニカ共和国に売却され、「トルヒーヨ」（Trujillo）に改名し再就役。 ラファエル・トルヒーヨ暗殺後の1962年に「ドゥアルテ」（Duarte）に改名。1972年解体。 |
| H35 | ハンター HMS Hunter            | スワン・ハンター社 タイン造船所               | 1936年 2月25日 | 1936年 9月20日  | 1940年4月10日の第1次ナルヴィク海戦でドイツ海軍駆逐艦の攻撃により沈没。                                                                                                  |
| H97 | ハイペリオン HMS Hyperion      | スワン・ハンター社 タイン造船所               | 1936年 4月8日  | 1936年 12月3日  | 1940年12月22日にパンテッレリーア島沖で触雷、沈没。 |

### ハヴァント級
ブラジル海軍はH級に準じた設計のジュルアー級（Classe Jurua）駆逐艦6隻をイギリスの造船所に発注・建造していたが、第二次世界大戦勃発翌日に6隻すべてをイギリス海軍が購入した。この6隻は全てオリジナルのH級と同様に「H」で始まる艦名に改名された。オリジナルのH級と区別するためにハヴァント級（Havant-class）と呼んで区別することもある。
ハヴァント級の基本性能はイギリス海軍向けのオリジナルとほぼ同一であるが、内装のアレンジなどがオリジナルと異なる。また12cm単装砲塔のうちY砲塔（4番砲塔）を撤去して3基に減らした代わりに、対潜兵装を大幅に増強（爆雷×110発、爆雷投下軌条×3基、爆雷投射機×8基）しているのが特徴である。
ハヴァント級は第二次世界大戦において3隻が戦没し、生き延びた3隻もブラジルへの引き渡しは行われずそのまま解体された。
| 予定艦名 (ブラジル海軍) | #   | 艦名 (イギリス海軍)          | 造船所                                        | 進水            | 就役            | その後 |
| ----------------------- | --- | ---------------------------- | --------------------------------------------- | --------------- | --------------- | --- |
| ジュルアー Jurua        | H19 | ハーヴェスター HMS Harvester | ヴィッカース・アームストロング社 バロー造船所 | 1939年 9月29日  | 1940年 5月23日  | HX228船団を護衛中の1943年3月11日、ドイツ海軍潜水艦「U432」の雷撃で沈没。                                       |
| ジャバリ Javary         | H32 | ハヴァント HMS Havant        | J・サミュエル・ホワイト社                     | 1939年 7月17日  | 1939年 12月12日 | 1940年6月1日にダンケルク沖で作戦行動中、空襲により損傷して味方のハント級掃海艇「サルタッシュ」により撃沈処分。 |
| ジュタイ Jutahy         | H88 | ハブロック HMS Havelock      | J・サミュエル・ホワイト社                     | 1939年 10月16日 | 1940年 2月10日  | 1947年に解体。                                                                                                 |
| ジュルエナ Juruena      | H57 | ヘスペラス HMS Hesperus      | ソーニクロフト社                              | 1939年 8月1日   | 1940年 1月22日  | 1947年に解体。                                                                                                 |
| ジャグァリベ Jaguaribe  | H44 | ハイランダー HMS Highlander  | ソーニクロフト社                              | 1939年 10月19日 | 1940年 3月18日  | 1947年に解体。                                                                                                 |
| ジャパルーア Japarua    | H06 | ハリケーン HMS Hurricane     | ヴィッカース・アームストロング社 バロー造船所 | 1939年 9月29日  | 1940年 6月21日  | 1943年12月24日、アゾレス諸島北東沖にてドイツ海軍潜水艦「U415」の雷撃で沈没。                                   |

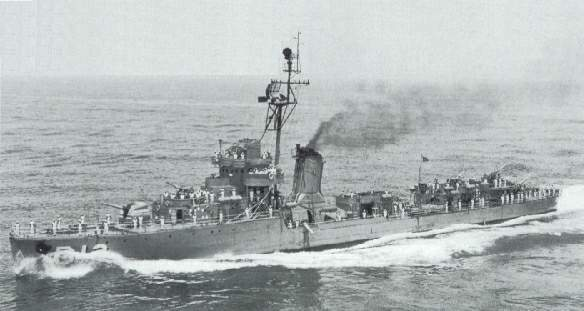
アクレ級駆逐艦「アマゾナス」

ブラジル海軍はジュルアー級の代艦として、ブラジル国内のリオデジャネイロ海軍工廠において、アクレ級 (アマゾナス級) 駆逐艦6隻を建造した。
アクレ級駆逐艦はH級駆逐艦を基本設計としながら、煙突を1本としたり主砲をアメリカ製38口径5インチ単装砲としたりするなどの改良を受けている。6隻とも1940年に起工したものの、建造が遅延したため就役は戦後の1949年～1951年にずれ込んだ。